# 弗魯特蘭 (密蘇里州)
弗魯特蘭（英語：Fruitland）是位於美國密蘇里州開普吉拉多縣的非建制地區。

## 歷史
弗魯特蘭的郵局於1886年設立，其後於1968年停運。

## 地理
弗魯特蘭所處的海拔為高於海平面186米（即610英呎），而該地所採用的時區為UTC-6，即北美中部時區（CST）。同時該地設有夏令時間，為UTC-6調快一小時，即UTC-5（CDT）。